# Xylosma elegans
Xylosma elegans là một loài thực vật có hoa trong họ Liễu. Loài này được (Tul.) Planch. & Triana miêu tả khoa học đầu tiên năm 1862.